# Rich Beem
Richard Michael "Rich" Beem (født 24. august 1970 i Phoenix, Arizona, USA) er en amerikansk golfspiller, der pr. juli 2008 står noteret for 3 sejre på PGA Touren. Hans bedste resultat i en Major-turnering er hans sejr ved US PGA Championship i 2002, med en sejrsmargen på ét slag til landsmanden Tiger Woods.

## Eksterne links
- Spillerinfo Arkiveret 17. juli 2008 hos  Wayback Machine